# Criterio de Sylvester
En matemáticas el criterio de Sylvester se refiere a varias condiciones para determinar si una matriz simétrica o hermitiana es definida positiva o semidefinida positiva.
Sea {\displaystyle A} una matriz Hermitiana de orden {\displaystyle n\times n}, entonces:
- Si todo menor principal de {\displaystyle A} (incluido su propio determinante) es no-negativo, {\displaystyle A} es una matriz semidefinida positiva.
- Si todo menor principal superior (o inferior) de {\displaystyle A} es positivo, incluyendo el det({\displaystyle A}), {\displaystyle A} es definida positiva.
- Si los primeros n-1 menores principales superiores (o los últimos n-1 menores principales inferiores) de {\displaystyle A} son positivos y además det({\displaystyle A}){\displaystyle \geq 0}, {\displaystyle A} es semidefinida positiva.[1]